# Maximal i minimal (elements)

El diagrama de Hasse del conjunt P de divisors de 60, parcialment ordenats per la relació "x divideix y". El subconjunt vermell S = {1,2,3,4} té dos elements maximals: el 3 i el 4, i un element minimal: l'1, que també és l'element menor.

En matemàtiques, especialment en teoria de l'ordre, un element maximal  d'un conjunt parcialment ordenat  P  és un element de  P  que no és menor que cap altre. El terme  element minimal  es defineix de manera dual.

## Definició
Sigui ( P , ≤) un conjunt parcialment ordenat;  m  ∈  P  és un element maximal de  P  si l'únic  x  ∈  P  tal que  m  ≤  x  és  x  =  m .
La definició d'element minimal s'obté reemplaçant ≤ per ≥.

## Propietats
A primera vista semblaria que  m  hauria de ser un element màxim, el que no és sempre cert: la definició d'element maximal és una mica més feble. De fet, poden existir elements maximals sense que hi hagi un màxim. La raó és que, en general, ≤ és només un ordre parcial en  P ; si  m  és un maximal i  p  ∈  P , hi ha la possibilitat que ni  p  ≤  m  ni  m  ≤  p , de manera que  m  no seria màxim. Això permet, a més, que hi hagi més d'un element maximal en un conjunt.
No obstant això, si  m  ∈  P  és maximal i  P  té un màxim, es complirà que màx ( P ) ≤  m , per definició de màxim s'ha de tenir  m  ≤ màx ( P ) i, per tant,  m  = màx ( P ), en altres paraules, un màxim, si existeix, és també l'únic maximal.
No és difícil veure que si ≤ és un ordre total en  P , les nocions de màxim i maximal coincideixen: siguin  m  ∈  P  un element maximal, i  p  ∈  P  arbitrari, per la condició d'ordre total, o bé  p  ≤  m  o bé  m  ≤  p , en el segon cas s'hauria  p  =  m  per definició de maximal, amb la qual cosa  p  ≤  m , i per tant,  m  = màx ( P ).
No sempre hi ha els elements maximals, ni tan sols en el cas en què  P  estigui totalment ordenat.

## Exemples
- Sigui  P  = [0, ∞ [⊆  R . Per tot  m  ∈  P  s'ha  x  =  m +1 ∈  P  però  m  < x , de manera que cap  m  pot ser maximal.
- Sigui  P  ={ q  ∈  Q |1 ≤  q  ² ≤ 2}, ja que l'arrel quadrada de 2 no és racional, aquest conjunt no té element maximal.
- Sigui  A  un conjunt amb almenys dos elements, i sigui  P  ={ a }| a  ∈  A }, parcialment ordenat per inclusió. Tot element de  P  és alhora maximal i minimal, i per a qualssevol{ a },{ b }∈  P  diferents, ni{ a }⊆{ b }, ni{ b }⊆{ a }(amb el que no hi ha element màxim).
- Sigui  P  ={( x ,  i ) ∈  R |0 ≤  x  ≤ 4, 0 ≤  i  ≤ 4}, prenent ( a ,  b ) ≤ ( c ,  d ) si  a  ≤  c  i  b  ≤  d . Llavors  P  té un únic element maximal, (4,4), que alhora és màxim.